# Dumitru Gorșcovschi
Dumitru Matveevici Gorșcovschi (în ucraineană Дмитро Матвійович Горшковський; n.  ?) a fost un sculptor ucrainean de etnie română, membru al Uniunii Artiștilor Plastici din Ucraina din 1993. A fost laureat al Premiului României în domeniul sculpturii monumentale (1996, pentru crearea unor monumente dedicate personalităților culturii).  

## Biografie
S-a născut la 30 iulie 1940 în orașul Cernăuți (astăzi în Ucraina), într-o familie de români, la 2 zile după ocupația sovietică a Basarabiei și Bucovinei de Nord. Între 1957–1960 a studiat la Școala profesională de arte și meserii nr. 5 din Cernăuți, fiind elev al sculptorului Vladimir Kurov.  
Între 1964–1967 a lucrat ca tâmplar la o fabrică de mobilă. În perioada 1968–1971 a condus cercul de sculptură și artă a sculpturii în lemn la Școala profesională nr. 5 din Cernăuți. Între 1971–1973 a predat la școala de artă din Edineț, în RSS Moldovenească. A fost apoi, în 1973–1974, sculptor și gravor în cadrul atelierelor Fondului de Arte Plastice al RSS Moldovenești, iar în 1974–1975 sculptor la combinatul teatral din Bălți.  
În perioada 1976–1981 a activat ca sculptor la combinatul de artă și producție din Cernăuți, iar între 1985–1987 a fost sculptor în cadrul colhozului „Ucraina” din raionul Chelmenți, regiunea Cernăuți. Ulterior a desfășurat activitate exclusiv creativă.  
A locuit la Cernăuți, pe bulevardul Eroii Stalingradului, nr. 5A, ap. 65. A murit la 21 martie 2015 în Cernăuți. Înainte de deces, el lucra la un monument dedicat atât Holodomorului, cât și foametei din 1946–1947.

## Activitate artistică
A lucrat atât în domeniul sculpturii de șevalet, cât și al sculpturii monumentale. Opera sa se distinge prin sensibilitate națională, colorit local, caracter decorativ, originalitatea compoziției și forme concise.  

### Monumente
- ostașilor din Corpul 1 de armată cehoslovac (1976, Cernăuți);
- Mihai Eminescu (1985, Fălești; 2000, Cernăuți);
- Ion Neculce (1993, Boian, raionul Noua Suliță);
- Aron Pumnul (1998, România);
- Taras Șevcenko (1998, Noua Suliță);[4]
- „Sfânta Acoperământul Maicii Domnului” (2002, Hotin).

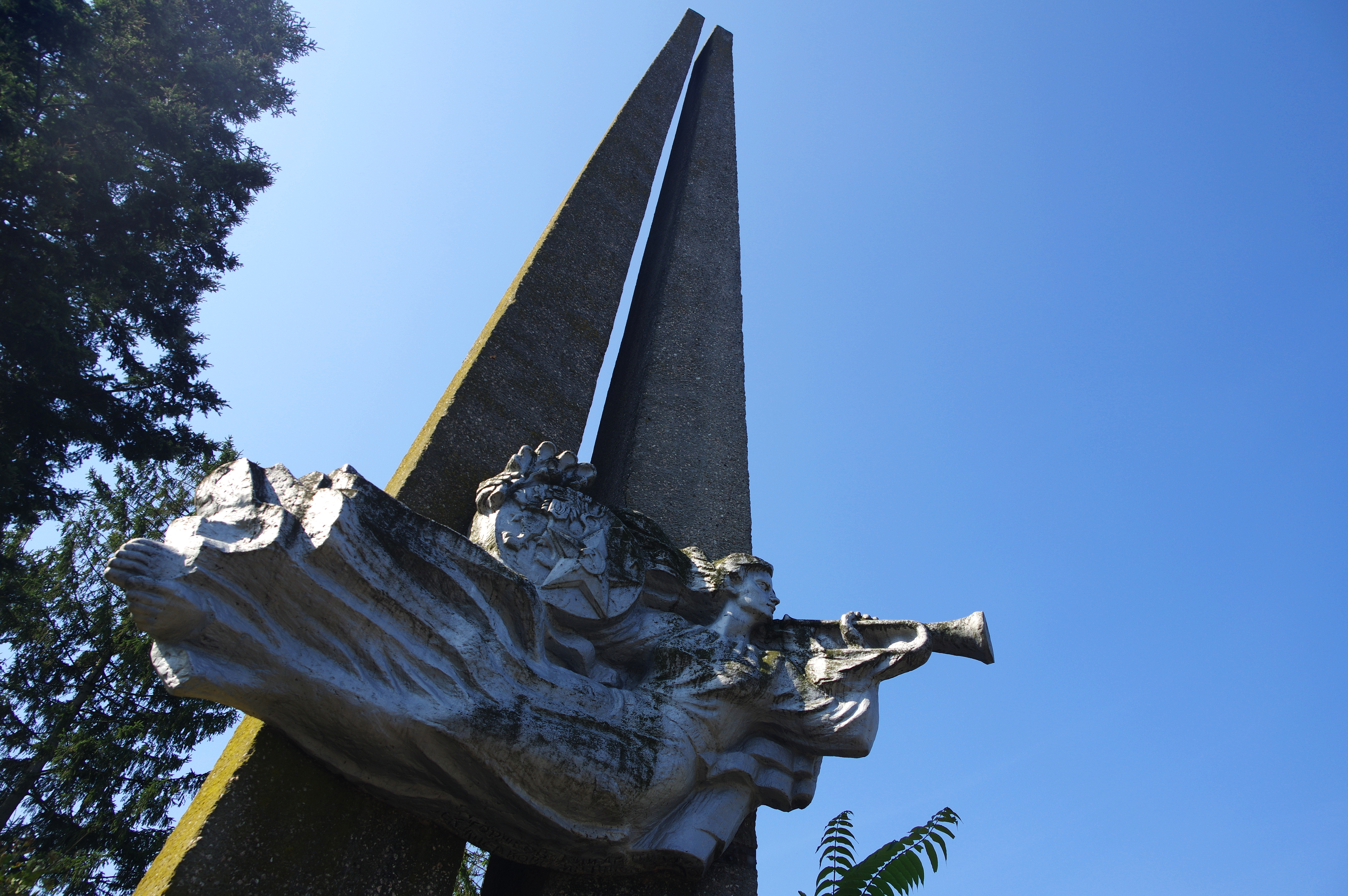
Corpul de soldați al Armatei 1 Cehoslovace
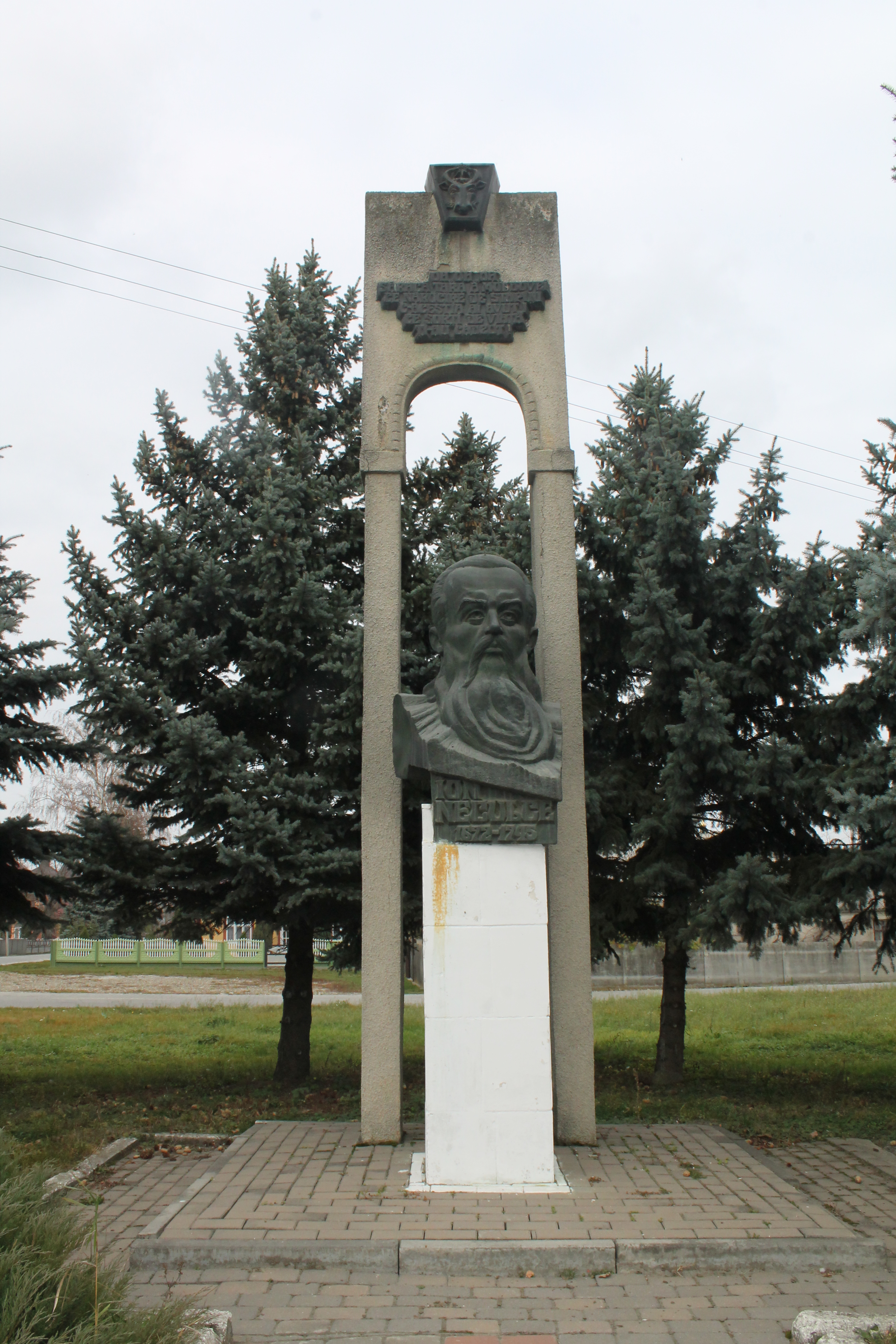
Ion Neculce (Boian)

### Busturi
- Semen Halîțkîi (1975, Cernăuți);
- Vasilii Bogrea (1991, Tărnauca, raionul Herța, regiunea Cernăuți);
- Taras Șevcenko (1998, profilactoriu pentru copii, Berhomet pe Siret).

### Alte lucrări
- compoziție sculpturală dedicată a 10 ani de independență a Ucrainei (2002, Ternavca, raionul Herța, regiunea Cernăuți);
- placă comemorativă dedicată scriitorului român Gheorghe Sion (2003, Radgospoivka, raionul Herța, regiunea Cernăuți).

A participat la expoziții artistice în RSS Moldovenească din 1969, iar din 1972 la expoziții republicane și unionale din URSS. A fost laureat al unor concursuri pentru realizarea de monumente în Moldova și la Cernăuți.  
Lucrările sale se păstrează în Muzeul de Artă din Cernăuți.  